# Зиґмунти (Підляське воєводство)
Зиґмунти (пол. Zygmunty) — село в Польщі, у гміні Крипно Монецького повіту Підляського воєводства.
Населення — 72 особи (2011).
У 1975-1998 роках село належало до Білостоцького воєводства.

## Демографія
Демографічна структура станом на 31 березня 2011 року:
|          | Загалом | Допрацездатний вік | Працездатний вік | Постпрацездатний вік |
| -------- | ------- | ------------------ | ---------------- | -------------------- |
| Чоловіки | 35      | 9                  | 23               | 3                    |
| Жінки    | 37      | 10                 | 16               | 11                   |
| Разом    | 72      | 19                 | 39               | 14                   |